# タコタイム
タコタイム(Taco Time)は、アメリカ合衆国のファーストフードチェーンである。 メキシカンを中心としたメニューで、アメリカやカナダに約300の店舗を展開する。一号店は1960年にロン・フレドリック(Ron Fraedrick)により、オレゴン州ユージーンに開店した。

## 歴史
創業者のロン・フレドリック(Ron Fraedrick, 1928-2015)はオレゴン州ユージーンの出身で、当初は父の作った企業で石油関係の仕事をしていた。しかし1958年に妻の親戚を訪ねた際、タコススタンドを営む親戚に出会った。タコスが気に入ったフレドリックは1959年にNational Tacoを設立、1960年には母校オレゴン大学の近くに最初の店を開店し、大学生の人気を集めた。
1962年には最初のフランチャイズ店をワシントン州タコマに開店した。1971年には社名をTaco Time International, Inc.に改称、1970年代には西部7州に48店を展開するまでに拡大した。1978年にはカナダのアルバータ州レスブリッジにフランチャイズ店が開店し、最初の国外店舗となった。1979年にはワシントン州で1962年から店舗を営業していた店主が独立、「タコタイム・ノースウェスト」を設立して、ワシントン州西部独自に店舗展開を始めた。
1987年には日産グループの共同出資で日本法人「タコタイム・ジャパン」が設立され、ケント・ギルバートが社長に就任した。一時は25店舗を展開したが、1991年に日本法人は解散した。1990年代には、クウェートやギリシア、キュラソー島にも進出した。
2003年、アリゾナ州スコッツデールに本拠を置き、複数のフランチャイズチェーンを保有するKahala Corp.に買収された。2016年にはそのKahalaもカナダのMTY Food Group Inc.に買収されている。